# Rorschach
Rorschach es una comuna y ciudad histórica del cantón de San Galo, Suiza, ubicada en el distrito de Rorschach, en la ribera meridional del lago de Constanza. Limita al norte con el lago y la comuna de Horn (TG), al este y al sur con Rorschacherberg, y al oeste con Goldach.

## Ciudades hermanadas
- Sopron.